# Patrimonialgericht Grimme
Das Patrimonialgericht Grimme war bis 1850 ein Patrimonialgericht im Herzogtum Anhalt-Dessau mit Sitz in Grimme.

## Geschichte
Grimme war ein adeliges Dorf und Rittergut. In diesen adligen Dörfern verfügte der Grundherr über das Recht zur Ausübung der Zivil- und Strafgerichtsbarkeit in erster Instanz. Hierzu musste er einen ausgebildeten Juristen als Gerichtshalter oder "Justitiar" bestellen. Daneben verantwortete der Grundherr das Polizeiwesen. 1829 hatte das adelige Dorf Klieken 221 Einwohner. Besitzer von Dorf und Rittergut war die Familie von Bredow. Das Gericht wurde entsprechend als Amt Grimme oder Adliges von Bredow´sches Gericht zu Grimme bezeichnet. Mit Vertrag vom 12. Februar/25. März 1843 verkaufte Generalleutnant von Bredow Dorf und Gut mit der dazugehörigen Gerichtsbarkeit an Herzog Leopold IV. Friedrich von Anhalt-Dessau. Entsprechend wurde das Gericht nun als Herzogliches Gericht zu Grimme bezeichnet.

## Neuorganisation 1849/50
Mit der Märzrevolution war eine umfassende Verwaltungs- und Justizreform verbunden. Die Trennung der Rechtsprechung von der Verwaltung wurde eingeführt und die Patrimonialgerichte wurden abgeschafft. Die Verwaltungsaufgaben übernahmen die Kreisämter und die Gerichtsfunktionen die Kreisgerichte und Kreisgerichtskommissionen. Für die Justiz entstand so das Kreisgericht Zerbst. Dieses war dem Oberlandesgericht Dessau in zweiter und dem Preußischen Obertribunal als letzter Instanz nachgeordnet. Die Verwaltungsaufgaben übernahm das Kreisamt Zerbst. Das Patrimonialgericht in Grimme wurde aufgehoben.